# Anomala flavipunctata
Anomala flavipunctata är en skalbaggsart som beskrevs av Lin 1999. Anomala flavipunctata ingår i släktet Anomala och familjen Rutelidae. Inga underarter finns listade i Catalogue of Life.